# Jim Corbett (jägare)

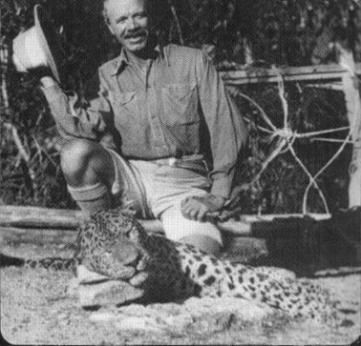
Jim Corbett med en leopard som han dödade 1925.

Jim Corbett, egentligen Edward James Corbett, född 25 juli 1875 i Nainital i Indien, död 19 april 1955 i Nyeri i Kenya, var en brittisk militär och jägare. Han är bland annat känd för att han sköt den människoätande tigern från Champawat (som dödade mer än 400 människor) och flera andra människoätande rovdjur.
Corbett var officer i Brittisk-indiska armén med rang av överste.
Mellan 1907 och 1938 dödade Corbett 33 så kallade människoätare – 19 tigrar och 14 leoparder – i regionen som idag är delstaterna Uttar Pradesh och Uttarakhand. De fem värsta av dessa följer nedanför:
- Champawattigern var både Corbetts första och värsta människoätare. Det var en bengalisk tigerhona som dödat över 430 människor efter att en skottskada förstört två av hennes hörntänder vilket hindrade henne från att jaga vanliga byten. Corbett sköt denna tiger år 1907 vilket gjorde honom till en legend i Indien.
- Panarleoparden var Corbetts näst värsta människoätare efter Champawattigern. Denna leopardhane fick smak på människokött efter att han skadats av tjuvjägare och tvingats äta kroppar från människor som dött i kolera. Totalt föll 400 människor offer för denna leopard tills Corbett sköt den 1910.
- Rudraprayagleoparden började äta människor efter en sjukdomsepidemi då flera kroppar inte blev begravda. Totalt föll 125 människor offer för leoparden tills den dödades av Corbett 1926.
- Chowgarhtigern började jaga människor då den hade brutna tänder och dåliga klor. Totalt dödade den 64 människor innan Corbett sköt den 1929.
- Mohantigern började jaga människor efter att den hade skadats svårt av ett piggsvin. Denna tiger tog 30 offer innan den sköts av Corbett 1931.

Under 1920-talet köpte Corbett sin första filmkamera och började filma tigrar och andra vilda djur. Tigrarna var mycket skygga och Corbett hade problem att få tillfredsställande filmer. Samtidig började han tänka om. Han var nu mera insatt i skyddet av djuren och deras habitat. Tillsammans med Frederick Walter Champion arbetade Corbett för inrättningen av Indiens första nationalpark. Parken etablerades 1936 i delstaten Uttarakhand och 1957 ändrades parkens namn till Jim Corbett nationalpark.
Som pensionär skrev Corbett flera böcker om sin tid i djungeln, till exempel Man-Eaters of Kumaon och Jungle Lore.
Corbett hedras bland annat med det vetenskapliga namnet för den indokinesiska tigern, Panthera tigris corbetti.

## Utmärkelser
Asteroiden 2442 Corbett är uppkallad efter honom.